# Richard Assmann

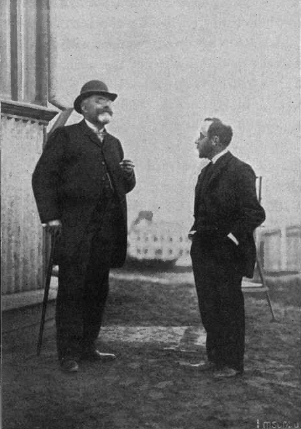
Richard Assmann och Arthur Berson.

Richard Assmann (Aßmann), född 13 april 1845 i Magdeburg, död 28 maj 1918 i Giessen, var en tysk meteorolog.
Assmann var efter 1870 en kort tid praktiserande läkare, blev 1885 filosofie doktor i Halle an der Saale, 1886 avdelningsföreståndare vid meteorologiska institutet i Berlin, upprättade 1899 dess aeronautiska observatorium och 1904 kungliga aeronautiska observatoriet Lindenberg i nuvarande kommunen Tauche vid Beeskow, vars direktor han blev 1905. Från 1915 var han docent vid universitetet i Giessen. 

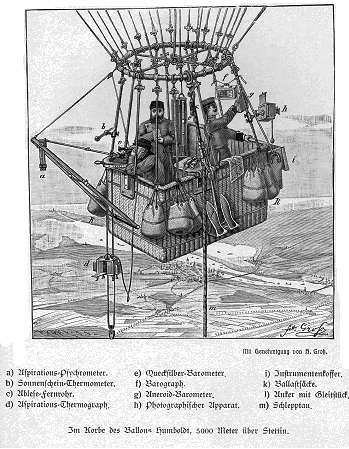
Ballon Humboldt med Arthur Berson, Richard Assmann och Hans Gross.

Assmann grundlade de vetenskapliga ballongflygningarna och konstruerade bland annat den så kallade Assmann-psykrometern (beskriven 1892). Han utgav ett stort antal skrifter inom sitt fack, däribland Wissenschaftliche Luftfahrten, tre band, 1900, tillsammans med Arthur Berson).